# 2041
2041 (MMXLI) será un año normal comenzado en martes en el calendario gregoriano. Será también el número 2041 anno Domini o de la designación de la era cristiana. Será el cuadragésimo primer año del siglo XXI y del III milenio. También será el primer año de la quinta década del siglo XXI y el segundo del decenio de los años 2040. Será designado como:
- El Año del Gallo, según el horóscopo chino.

## Acontecimientos

### Marzo
- 10 de marzo Paso del cometa 14P/Volfa cerca de Júpiter

- Datos: Q49914
- Multimedia: 2041 / Q49914